# When We Were Kings
When We Were Kings (Alternativtitel When We Were Kings – Einst waren wir Könige) ist ein US-amerikanischer Dokumentarfilm aus dem Jahr 1996, der von Leon Gast inszeniert wurde. Im Wesentlichen handelt der Film vom legendären Weltmeisterschaftsschwergewichts-Boxkampf zwischen Muhammad Ali und George Foreman, dem sogenannten Rumble in the Jungle. Der Kampf fand in Kinshasa, Zaire am 30. Oktober 1974 statt.
Im Film werden eine Reihe von Berühmtheiten gezeigt, unter anderem James Brown, Jim Brown, B. B. King, Norman Mailer, George Plimpton, Spike Lee und Thomas Hauser.
When We Were Kings erhielt sehr positive Kritiken und gewann 1997 den Oscar für den besten Dokumentarfilm.

## Inhalt
Der Film zeigt die Vorbereitungen für den Kampf. Ali spricht über seine Überzeugungen hinsichtlich der Situation der Afro-Amerikaner und der Afrikaner und spottet über Foreman. Der Film zeigt die Popularität Alis bei der Presse und der Bevölkerung Zaires und Foremans gescheiterte Versuche, ebenfalls eine Popularität aufzubauen. Die Rolle des Box-Promoters Don King wird ebenfalls beschrieben. Dieser hatte in Zaire seinen ersten Auftritt als Box-Promoter. Ausschnitte aus den Auftritten Miriam Makebas, James Browns und B. B. Kings in Zaire werden ebenfalls gezeigt.
Der Film setzt sich ebenfalls mit der Frage auseinander, warum der Kampf in Zaire, trotz der brutalen Gewaltherrschaft Mobutu Sese Sekos stattfindet.
In einer Szene sieht man, wie Ali Mobutu begrüßt und umarmt.
Norman Mailer, George Plimpton, Spike Lee, Malick Bowens und Thomas Hauser werden interviewt und äußern sich zu Zaire, Ali und dem Kampf. Die meisten hatten Ali gegen den jungen und bärenstarken Foreman wenig Chancen zugetraut. Ebenfalls wird viel vom Kampf selbst gezeigt. Ali praktizierte in diesem Kampf erfolgreich die Taktik des rope-a-dope: Ali ließ sich mehrere Runden lang von Foreman mit Schlägen bearbeiten. Dabei hielt Ali die Deckung hoch und federte sich an den Seilen ab. Auf diese Weise wiegte er Foreman einerseits in Sicherheit, andererseits verlor der Letztere sehr viel Energie bei dem Versuch, seinen Gegner niederzustrecken. In der achten Runde landete Ali dann eine Serie von Treffern, die Foreman zu Boden schickte. Ali holte so seinen Weltmeistertitel zurück, der ihm wegen der Weigerung im Vietnamkrieg zu kämpfen, aberkannt worden war. Spike Lee merkt zum Schluss mit Bedauern an, dass die Jugend so wenig über diese Zeit und ihre markantesten Persönlichkeiten wisse.

## Kritiken
When We Were Kings erhielt überwiegend positive Kritiken, beispielsweise vom Filmkritiker Roger Ebert und Edward Guthmann. Ebert lobt den Film dafür, dass er einen in die Vergangenheit versetze und die Elektrizität Muhammad Alis einfange. Guthmann lobt den Regisseur ebenfalls dafür, die Atmosphäre der Zeit einzufangen und auch die Bedeutung für den afrikanischen Stolz und das afrikanische Selbstwertgefühl zu betonen.
Wolfgang Hübner schrieb in der Rhein-Zeitung: „Es gehört zu den Vorzügen dieses Films, daß er auch die mitreißenden Rhythmen hören läßt, die von den nach Zaire mitgereisten Musikern wie James Brown, B.B.King und anderen damals dargeboten wurde.“ Außerdem dokumentiere der Film erfolgreich die „unvergleichliche Ausstrahlung von Alis Person und seine Popularität bei den einheimischen Massen“.
Artechock schrieb: „Eine dramatische Bilanz über eines der folgenreichsten Ereignisse in einem ereignisreichen Jahrzehnt.“
kulturklassiker.de schrieb: „When we were Kings ist der bisher größte Erfolg des Regisseurs und wurde 1997 mit dem Oscar für den besten Dokumentarfilm ausgezeichnet. Vollkommen zurecht: Der Dokumentarfilm lebt von der dichten Montage, dem Entertainer Ali und der Musik. Daraus entsteht ein Gemisch, welches die Aufregung um den „Rumble in the Jungle“ in die heutige Zeit transportiert. Man sieht den Film und versteht, was die Menschen bewegt hat.“

## Auszeichnungen
- 1996: New York Film Critics Circle Award für den besten Dokumentarfilm
- 1996: Los Angeles Film Critics Association Awards für den besten Dokumentarfilm
- 1997: Oscar für den besten Dokumentarfilm
- 1997: Broadcast Film Critics Association für den besten Dokumentarfilm
- 1997: Independent Spirit Award in der Kategorie Truer Than Fiction

Nominierung für den Grand Prix des belgischen Filmkritikerverbandes.

## Weiteres
- 1997 wurde ein Album mit dem Soundtrack des Films in den Handel gebracht. Es beinhaltet Musik von Zelma Davis, das Duett „When We Were Kings“ von Brian McKnight und Diana King. Außerdem auch „Rumble In The Jungle“ von The Fugees zusammen mit A Tribe Called Quest und Busta Rhymes.